# Paparazzofotograf
Paparazzofotograf er en betegnelse for en skandalefotograf, smugfotograf eller snigfotograf. 
Ordet kommer fra italiensk paparazzo (paparazzi er flertalsformen). Det var et efternavn på en fotograf i Federico Fellinis film Det søde liv (La dolce vita) fra 1960.
Ordet kendes første gang på dansk den 5. juli 1987 i Berlingske Tidende